# (39532) 1990 HZ1
(39532) 1990 HZ1 là một tiểu hành tinh vành đai chính. Nó được phát hiện bởi Robert H. McNaught ở Đài thiên văn Siding Spring ở Coonabarabran, New South Wales, Australia, ngày 27 tháng 4 năm 1990.